# HD219831
HD219831 — хімічно пекулярна зоря спектрального класу A2, що має видиму зоряну величину в смузі V приблизно 10,1.
Вона  розташована на відстані близько 712,1 світлових років від Сонця.